# Incident du pont Marco-Polo
Seconde Guerre mondiale,
Guerre sino-japonaise (1937-1945)
Batailles
Seconde Guerre mondiale : batailles de la Guerre sino-japonaise
- Incident du pont Marco-Polo
- Shanghai
- Taiyuan
- Xinkou
- Pingxingguan
- Taierzhuang
- Xuzhou
- Nankin
  - bataille
  - massacre
- lac Khassan
- Wuhan
- Nanchang
- Khalkhin Gol
- Suixian-Zaoyang
- Changsha (1re)
- Guangxi
- Henan
- Zaoyang-Yichang
- Cent Régiments
- Shanggao
- Sud-Shanxi
- Changsha (2e)
- Pacification du Mandchoukouo
- Changsha (3e)
- Hubei
- Changde
- Ichi-Go
- Changsha (4e)
- Guilin-Liuzhou
- Reconquête chinoise

Guerre du Pacifique
Front d'Europe de l'ouest
Front d'Europe de l'est
Campagnes d'Afrique, du Moyen-Orient et de Méditerranée
Bataille de l'Atlantique
Théâtre américain
L'incident du pont Marco-Polo, aussi connu sous le nom d'incident du double sept (七七事變, Qīqī Shìbiàn), incident du pont de Lugou ou incident de Lou-Kou-Chiao (盧溝橋事變, Lúgōuqiáo Shìbiàn), est un incident survenu entre l'Armée nationale révolutionnaire de la république de Chine et l'Armée impériale japonaise le 7 juillet 1937. Les Japonais s'en servent de prétexte pour engager les hostilités, prélude à la seconde guerre sino-japonaise.

## Historique

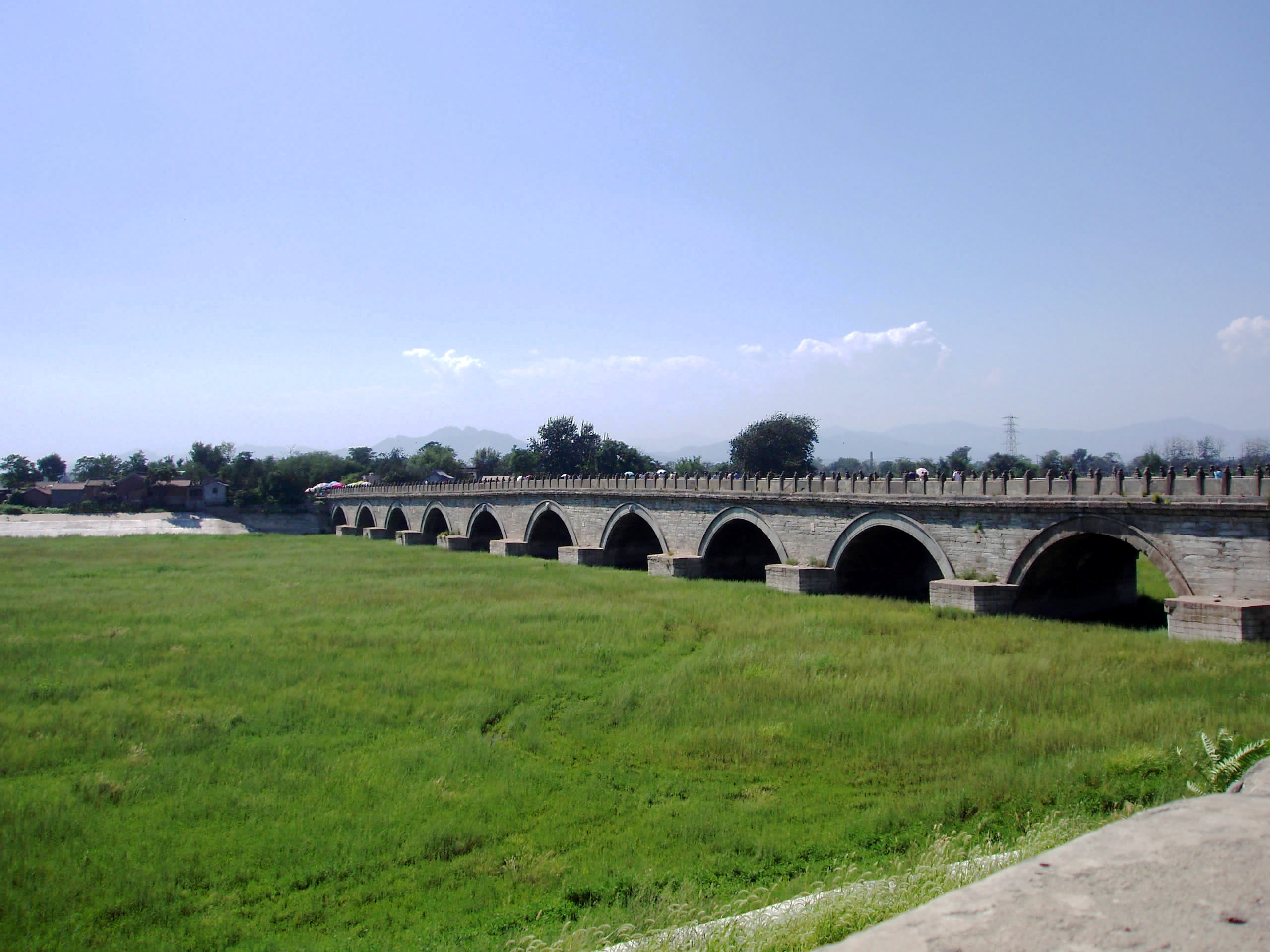
Le pont Marco-Polo en 2005.

Dans le cadre de la création de l'État fantoche du Mandchoukouo (1932-1945), des troupes de l'armée japonaise du Guandong (Kwantung / Kantō), basées près de Tianjin, s'entraînent le 7 juillet 1937 près de Wanping, à l'extrémité du célèbre pont Marco-Polo (ou Pont de Lugou) situé à 16 km à l'ouest de Pékin.
Les Japonais accusent alors les Chinois d'avoir enlevé un de leurs soldats, qui, après avoir fait un tour dans une maison de passe, réapparait deux heures plus tard. Face à cette situation, les Japonais insistent pour fouiller les maisons, en prétextant des tirs chinois vers leurs soldats, opération qui leur est refusée par la Chine.
Les Japonais saisissent le casus belli pour faire venir des renforts et s'emparent de Pékin.
C'est le point de départ de la seconde guerre sino-japonaise (1937-1945).
Le 28 juillet 1937, le Japon et la Chine entrent en guerre. Le 7 août, Pékin tombe entre les mains des Japonais. Le 9, de violents combats éclatent aux environs de Shanghai, déclenchant la bataille de Shanghai (1937).